# Leopold Marcin Karasiński

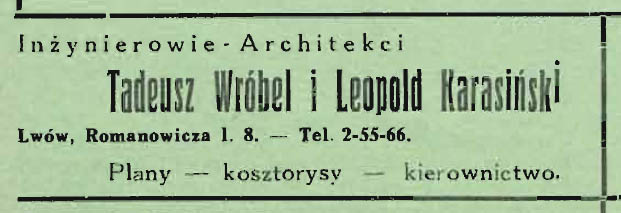
Reklama w Życiu Technicznym Nr 7/8 z 1936

Leopold Marcin Karasiński (ur. 6 października 1886 w Leżajsku, zm. 27 września 1952 we Wrocławiu) – polski architekt.

## Życiorys
W 1902 ukończył Szkołę Rzemieślniczo-Przemysłową, a następnie przez pięć lat studiował na Politechnice Lwowskiej. Po dwuletniej praktyce w biurach architektonicznych założył własną pracownię architektoniczną. Do 1914 projektował budynki mieszkalne, po wybuchu I wojny światowej wstąpił na ochotnika do wojska. Po zakończeniu działań wojennych powrócił do Lwowa i kontynuował pracę architekta, jego projekty z tego okresu powstały w stylu funkcjonalizmu. W 1928 wspólnie z Tadeuszem Stanisławem Wróblem założyli spółkę, w swoich projektach często stosowali konstrukcje betonowe. Siedzibą spółki architektonicznej był dom przy ulicy Tadeusza Romanowicza 8 (Panasa Saksahańskiego). W wyborach samorządowych z maja 1939 ubiegał się o mandat radnego Rady Miasta Lwowa startując z Listy Chrześcijańsko-Narodowej i został zastępcą radnego Jerzego Kuryłowicza.
Po wysiedleniu Polaków ze Lwowa zamieszkał we Wrocławiu, gdzie zmarł 27 września 1952.
W latach 1948–1949 prezes wrocławskiego oddziału SARP.

## Dorobek architektoniczny

### Projekty zrealizowane
- Kamienica przy ulicy Stepana Bandery 69 (Leona Sapiehy) (1913);
- Dom Pracowników Gminy m. Lwów (obecnie Miejski Pałac Kultury im. Hnata Chodkewycza) przy ulicy Serafima Kuszewicza 1 (1933-1938);
- Pałac sportu i kryta pływalnia przy placu Jewhena Petruszwycza 4 (Gustawa Orlicz-Dreszera) (1932-1934);
- Gmach szkolny przy ulicy Aleksandra Archipenki 28 (św. Jacka) przy Tiutiunków 2 (Józefa Hauke-Bosaka) we Lwowie, współautor Tadeusz Stanisław Wróbel, fasada była ozdobiona rzeźbami panelowymi Kazimierza Piotrowicza w stylu sgraffito (niezachowane) (1930);
- Przebudowa kamienicy przy ulicy Łyczakowskiej 15 (1934);
- Budynek lwowskiego Miejskiego Zakładu Energetycznego w stylu funkcjonalizmu (obecnie komenda Okręgowa SBU) przy ulicy Dmytra Witowskiego 55 (Pełczyńska), współautor Tadeusz Stanisław Wróbel (1935-1936);
- Budynek Głównej Izby Lekarskiej przy ulicy Marii Konopnickiej 3 we Lwowie, wspólnie z Tadeuszem Stanisławem Wróblem, elewacje zdobione sgraffito z symbolem medycyny (kielich z wężem) i napisami w języku łacińskim, (1935-1937);
- Kompleks odkrytych basenów „Żelazna Woda” (obecnie „Dynamo”), przy ulicy Wasyla Stusa (Snopkowska, Janiny Karłowiczówny), współautor Adam Kozakiewicz (1934-1938);
- Kolonia Profesorska w dzielnicy Krzywczyce, wspólnie z Tadeuszem Stanisławem Wróblem, Maksymilianem Koczurem (od 1930);

### Projekty niezrealizowane
- Konkursowy projekt gmachu Towarzystwa Ubezpieczeń Wzajemnych przy ulicy Piekarskiej, współautor Leopold Reiss (1911), II miejsce;
- Konkurs na projekt przebudowy kościoła św. Anny (1912) (III miejsce);
- Projekt konkursowy seminarium nauczycielskiego w Pszczynie, wspólnie z Tadeuszem Stanisławem Wróblem (1925), II miejsce;
- Projekt konkursowy budynków wydziału mechanicznego Politechniki Lwowskiej, wspólnie z Tadeuszem Stanisławem Wróblem, Julianem Brzuchowskim i Witoldem Rakowskim (1937), III miejsce.